# 星際大爭霸1980
《星際大爭霸1980》（Galactica 1980）是美國科幻電視影集，也是1978年電視劇《星際大爭霸》的續集。它在1980年1月27日至1980年5月4日之間於美國廣播公司（ABC）電視網首播。

## 劇情大綱
故事的設定是舊系列的下一代，「銀河號」和220艘民間太空船所組成的艦隊終於找到了地球，可是卻發現跟原來想的不一樣，這個行星根本無力抵禦賽隆人的侵略。所以，一隊殖民地飛行員被秘密地送到行星上，秘密地跟科學界的一些成員合作，希望可以提升地球的科技水準。
艾達瑪指揮官和布瑪（取代泰上校成為現在的大副）派特洛伊上尉（代號「巴克西」（Boxey），是艾達瑪兒子艾波羅的養子）與迪倫中尉前往北美，到達之後他們遇到了電視新聞記者潔咪·漢米爾頓（Jamie Hamilton）。三個人一起想出方法來幫助地球科學家以及唬過賽隆人。

## 演員陣容
- 隆·古林（Lorne Greene）：艾達瑪指揮官（Commander Adama）
- 羅賓·道格拉斯（Robyn Douglass）：潔咪·漢米爾頓（Jamie Hamilton）
- 小賀伯·傑佛遜（Herb Jefferson Jr.）：布瑪（Boomer）
- 理查·林區（Richard Lynch）：薩比爾（Xavier）
- 肯特·麥考德（Kent McCord）：特洛伊上尉（Captain Troy）
- 亞倫·米勒（Allan Miller）：希德上校（Colonel Sydell）
- 詹姆斯·派崔克·史都華（James Patrick Stuart）：席博士（Dr. Zee）
- 羅比·瑞斯特（Robbie Rist）：席博士（Dr. Zee）
- 貝瑞·范·戴克（Barry Van Dyke）：迪倫中尉（Lieutenant Dillon）

古林（艾達瑪）和傑佛遜（布瑪）是唯一兩位舊系列留下來的主要演員，而理查·哈契（Richard Hatch）和德克·班奈迪特（Dirk Benedict）在讀過劇本草稿之後就回絕了演出的邀請。

## 短命的影集
這個系列影集一開始看起來還大有可為，三小時長的試播影片裡有特洛伊、迪倫、和潔咪的冒險故事，三人回到過去納粹時代，試圖拯救未來。但是影集無法持續這股動能；在播出十集後，它就被無預警地腰斬。許多章節是分成好幾集的故事，或者叫做中篇故事。最後一集是德克·班奈迪特所飾演的舊系列中的史巴克中尉再度出現的回憶場景，雖然評價不錯，但是還是沒辦法拯救這個影集。
許多影迷們不認為《星際大爭霸1980》是正史的一部份；許多人甚至認為《星際大爭霸1980》是科幻史上最糟的影集之一。

## 重播權與其他
《星際大爭霸1980》的十集內容通常和《星際大爭霸》包在一起販售重播權，而且也只稱為《星際大爭霸》。有幾集是以家用錄影帶的方式單獨發售，並改名為「征服地球」（Conquest of the Earth）。

## 章節列表
1. 「銀河號發現地球」（ ）又稱為「星際大爭霸1980」（Galactica 1980）上集：1980年1月27日
2. 「銀河號發現地球」中集：1980年2月3日
3. 「銀河號發現地球」下集：1980年2月10日
4. 「超級童子軍」（The Super Scouts）上集：1980年3月16日
5. 「超級童子軍」下集：1980年3月23日
6. 「太空棒球」（Spaceball）：1980年3月30日
7. 「賽隆人降臨之夜」（The Night the Cylons Landed）上集：1980年4月13日
8. 「賽隆人降臨之夜」下集：1980年4月20日
9. 「太空收割機」（Space Croppers）：1980年4月27日
10. 「史巴克回歸」（The Return of Starbuck）：1980年5月4日

- 還有一集叫做「綁架埃及艷后那天」（The Day They Kidnapped Cleopatra）在拍攝期間，影集就被腰斬了。

## 延伸閱讀
- 星際大爭霸2003，2003年重拍的迷你影集和之後的每週影集。
- 星際大爭霸所改編的電腦遊戲。

## 外部連結
- 星際大爭霸1980網站
- http://www.imdb.com/title/tt0080221/ （页面存档备份，存于）
- 關於星際大爭霸的維基